# 버스스톱 (드라마)
《버스스톱》(バスストップ 바스스톳푸[*])은 2000년 7월 3일부터 9월 18일까지 일본의 후지 TV 계열에서 방송된 게츠쿠 드라마이다. 총12화이며 평균 시청률은 16.9%를 기록했다.
이지마 나오코와 우치무라 데루요시가 주연으로, 커리어우먼과 버스 운전사의 연애를 그린 러브 스토리이다.

## 출연진
- 코타니 나츠오 - 이지마 나오코
- 미야마에 무사시 - 우치무라 데루요시
- 아베 쿠교 - 고쿠분 다이치
- 미야마에 - 우치야마 리나
- 코타니 후미야 - 요시자와 유
- 치사토 - 아미하마 나오코
- 미카미 카즈마 - 가와시마 류타
- 미카미 - 후와 만사쿠
- 사사지마 코지로 - 야나기바 도시로

## 주제가
- Mr.Children 〈Not Found〉
- Shiro 〈Pearl〉 (삽입곡)

| 후지 TV 월요일 밤 9시 드라마 | 후지 TV 월요일 밤 9시 드라마 | 후지 TV 월요일 밤 9시 드라마 |
| 이전 작품                    | 작품명                       | 다음 작품                    |
| ---------------------------- | ---------------------------- | ---------------------------- |
| 일기예보의 연인              | 버스스톱 (드라마)            | 내사랑 사쿠라코              |